# Miss Universo 2019
Miss Universo 2019 foi a 68ª edição do certame Miss Universo, correspondente ao ano de 2019. O concurso foi realizado nos recém inaugurados Estúdios Tyler Perry, localizados na região sul de Atlanta, capital do estado americano da Geórgia. Catriona Gray, das Filipinas, coroou a sua sucessora  Zozibini Tunzi, da África do Sul. O concurso foi apresentado por Steve Harvey no seu quinto concurso consecutivo nesta função. O concurso também foi transmitido pela Telemundo, que retomou as relações com a organização do Miss Universo após 5 anos. Esta edição marcará a aposentadoria definitiva da coroa Mikimoto, que foi substituída por uma nova, desenhada pela joalheira suíço-emiradense Mouawad.
A final foi transmitida pela quinta vez pela FOX, com transmissão simultânea em espanhol pela Telemundo.

## Antecedentes

### Cidade-Sede
Em dezembro de 2018, o empresário e bilionário filipino Chavit Singson, que havia financiado o Miss Universo 2016, declarou que a edição de 2019 do concurso seria realizada em Seul na Coreia do Sul. Ele acrescentou que ajudaria nos preparativos para a realização da competição no país, embora os detalhes não tenham sido finalizados e a Organização do Miss Universo nunca tenha confirmado isto. Mais tarde, em abril de 2019, surgiram rumores de que Filipinas e a cidade do Rio de Janeiro estavam disputando o direito de sediar o concurso . O interesse das Filipinas no concurso cresceu após Catriona Gray ter sido coroada Miss Universo 2018 e, assim, o país esperava que ela coroasse sua sucessora em sua terra-natal, da mesma forma que Pia Wurtzbach fez no Miss Universo 2016.
Em maio de 2019, Richelle Sigson-Michael, filha de Chavit, afirmou que as Filipinas era um dos vários países que estavam na disputa para receber a competição de 2019 e que o negócio da sua família, LCS Group, estava comprometido em ajudar a sediar o concurso nas Filipinas ou, se caso as negociações com o país não avançassem, ajudar a realizá-lo na Coreia do Sul.
No início de agosto, a imprensa israelense publicou que o evento poderia acontecer no país, com o projeto sendo liderado por Danny Ben Naim e Assaf Belcher, dois membros da equipe que produziu o Festival Eurovisão da Canção 2019 em Tel Aviv em maio de 2019. No entanto, ambos deixaram claro que precisavam conversar com o governo israelense para "fechar o orçamento", o que, segundo eles, seria praticamente impossível em 2019, devido às eleições no país. Outro impedimento para o concurso no país, segundo a imprensa, poderia ser o boicote de diversos países devido à  questão palestina. Dias depois, surgiram boatos de que a  África do Sul teria se interessado em sediar o concurso .
Em 17 de outubro de 2019, durante a cerimônia de premiação do Latin American Music Awards, Catriona Gray foi convidada para apresentar a entrega de um prêmio e anunciar que a transmissão oficial do concurso em espanhol retornaria para a Telemundo após um hiato de cinco anos. A emissora transmitia o concurso até 2014, quando rescindiu unilateralmente o contrato de transmissão devido às declarações polêmicas de seu então dono Donald Trump sobre a comunidade latina nos Estados Unidos. A quebra de contrato foi uma represália da emissora irmã da Telemundo, a NBC, que cortou todos os laços comerciais mantidos com a família Trump.Com isso, as relações entre a Telemundo e a Organização Miss Universo foram retomadas. Alguns dias mais tarde, a presidente da organização, Paula Shugart, emitiu um comunicado aos respectivos diretores das franquias nacionais, informando que, após a tomada de uma decisão muito difícil, a edição deste ano ocorrerá em 8 de dezembro de 2019, pela 36ª vez nos Estados Unidos em um lugar ainda a ser confirmado, o que foi amplamente divulgado pelas coordenações nacionais em suas redes sociais. Duas semanas mais tarde, a Organização Miss Universo confirmou que o local escolhido para sediar o concurso foi a cidade de  Atlanta, na Geórgia, nos recém inaugurados estúdios do ator, produtor e diretor Tyler Perry.

### Seleção das Candidatas
Em um ano esvaziado, 90 candidatas de países e territórios foram selecionadas para competir no concurso, sendo que quatro destas candidatas foram indicadas: Maëva Coucke, da França, foi indicada ao título por Sylvie Tellier, a franqueada local, depois de Vaimalala Chaves escolher não competir em nenhum concurso internacional. Assim, a segunda colocada do Miss França 2018, Ophély Mézino de Guadalupe foi escolhida para competir no Miss Mundo 2019. Coucke havia sido coroada Miss França 2018 e foi enviada para o Miss Mundo 2018. Hoàng Thùy ly, do Vietnã, foi indicada por Dương Trương Thiên Lý, dono da franquia nacional. Ela foi a segunda colocada do concurso Miss Universo Vietnã 2017. Olga Buława foi indicada como Miss Universo Polônia pela Organização Miss Polski depois da troca de franqueados. Buława foi a vencedora do Miss Polski 2018 e  Flora Tenuta, do Uruguai, foi indicada por Osmel Sousa, que é o novo dono da franquia do Miss Uruguai.
O restante das candidatas foi selecionado depois de vencer seus respectivos concursos nacionais.
Dois países enviaram candidatas pela primeira vez: Bangladesh  e Guiné Equatorial, enquanto que 4 países retornaram ao concurso após algum tempo de hiato: Lituânia, Serra Leoa e Tanzânia - A Lituânia estava retornando ao concurso após 5 anos de ausência; Serra Leoa desde com uma ausência de 3 enquanto Romênia e  Tanzânia desde não haviam competido no ano anterior .

## Da Competição

### Nova coroa de Miss Universo

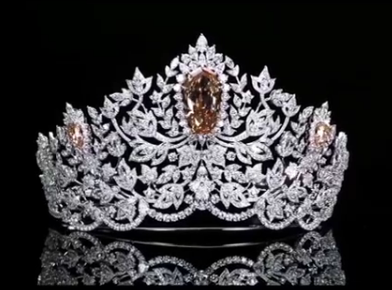
A coroa da Unidade, que foi usada pela primeira vez pela Miss Universo 2019,

Durante as negociações de patrocínio do Miss Universo,uma cota de patrocínio foi vendida a joalheria suíço-emiradense Mouwad para a elaboração da nova coroa da vencedora. o contrato começou a valer a partir dessa edição e a Miss Universo 2019 recebeu esta coroa.Esta coroa substituiu definitivamente a consagrada coroa Mikimoto,que precisou ser reintroduzida de última hora em janeiro de 2017,devido a problemas contratuais entre a Organização e joalheria tcheca Diamonds International Coorporation,o uso da chamada coroa de Nova Iorque precisou ser descontinuado
Com o valor estimado em mais de US$ 5 milhões,sendo a  coroa mais cara já feita para um concurso de beleza na história,o novo design foi divulgado no dia 5 de dezembro de 2019,durante uma coletiva de imprensa no hotel Atlanta Marriott Marquis que foi uma das sedes do concurso.A chamada coroa da Unidade é adornada com mais de 1.700 diamantes meticulosamente colocados em um design de videira interconectado que envia a mensagem de que os problemas e as divergências podem ser resolvidos juntos.Mas o destaque da coroa é o diamante canário,extraído em Botswana pesando quase 1,2 kg.O design simboliza os novos valores da Organização Miss Universo:  Ambição, Diversidade, Comunidade e Beleza..

### Formato da Final
Pelo terceiro ano consecutivo, o número de semifinalistas foi de 20,mas segundo informações preliminares,a forma de classificação das candidatas seria alterada pela segunda vez em 2 anos.Devido a diversas reclamações por parte de diversos fãs do concurso em redes sociais,foi se estudado o fim do formato implementado em 2017 (quando a primeira fase do concurso passou a ser feita por 3 grupos continentais).Com a volta da disputa universal por 19 vagas da semifinal,a vigésima viria para a vencedora do Miss Internet.As 90 candidatas iriam ser avaliadas da mesma forma durante as preliminares (com entrevistas fechadas,preliminares,traje típico e tudo aquilo que foi visto nas atividades externas),somadas com a eliminação do traumático discurso de abertura.Todas iriam competir na prova de passarela,sendo que 14 seriam eliminadas e só 6 iriam avançar para a pergunta temática com 3 se classificando para a temida pergunta final.
Entretanto,em 6 de dezembro,a Organização Miss Universo anunciou que devido a estudos preliminares,este formato não seria usado e que o formato usado nos dois anos anteriores de grupos continentais seria mantido (Américas,Europa e África-Ásia -Pacífico).Existia a possibilidade de que a África fosse desmembrada do grupo,no entretanto essa mudança foi descartada devido ao fato de apenas 8 candidatas do continente estavam inscritas.
De cada um destes grupos continentais,saíram 5 semifinalistas (5x3 = 15 semifinalistas); outras 5 ganharam um "wildcard" da Organização Miss Universo por serem consideradas boas opções para serem coroadas. Uma grande polêmica aconteceu após o anúncio do retorno da categoria de Miss Internet,pois o formato de votação pelo site do concurso foi mantido,todavia,para que um usuário possa votar mais de uma vez,,ele terá que comprar os votos adicionais: Para que ele tenha direito em votar em pelo menos três candidatas,o interessado teve que pagar €1 para que a quantidade de votos aumentasse,o valor poderia subir até €100. 
Estas agora 20 semifinalistas foram novamente avaliadas pelas mesmas juradas que as avaliaram durante as preliminares.Mas agora com as suas pontuações zeradas.
- As 20 semifinalistas competiram no chamado  Discurso de Abertura aonde que em 15 segundos tiveram que apresentar um discurso preparado anteriormente,sobre a causa que iriam defender em seu eventual mandato ou algo que elas gostariam que o mundo conhecesse delas.10 candidatas foram eliminadas nesta fase.
- As 10 restantes competiram na prova de passarela (que é uma fusão das antigas provas do traje de banho e de traje de gala),sedo que 5 foram eliminadas
- As 5 restantes foram para a "Pergunta Temática".
- Na etapa da "pergunta temática",as candidatas responderam uma pergunta especificamente feita para cada uma delas,relacionadas a algum tema de atualidades sobre o alguma situação especifica de seu país ou a então a causa que irão defender durante o seu reinado; 2 foram eliminadas.
- As 3 agora finalistas responderam a temida pergunta final e uma nova etapa foi introduzida,chamada de "Discurso de Encerramento",onde apresentaram as suas considerações finais e do porque deveriam ser escolhidas a nova Miss Universo,após a apresentação deste discurso,coube ao Comitê de Seleção decidir quais seriam as posições finais.

## Resultados
| Resultado Final                       | Candidata |
| ------------------------------------- | --- |
| Miss Universo 2019                    | - África do Sul - Zozibini Tunzi |
| 2.ª colocada                          | - Porto Rico - Madison Anderson |
| 3.ª colocada                          | - México - Sofía Aragón |
| Top 5 (Ordem de classificação final)  | - Tailândia - Paweensuda Drouin - Colômbia - Gabriela Tafur |
| Top 10 (Ordem de classificação final) | - Peru - Kelin Rivera - Indonésia - Frederika Alexis Cull - Estados Unidos - Cheslie Kristy - Islândia - Birta Abiba Þórhallsdóttir - França - Maëva Coucke |
| Top 20 (Ordem de classificação final) | - Vietname - Hoàng Thùy - Brasil - Júlia Horta - Filipinas - Gazini Ganados - Índia - Vartika Singh - Croácia - Mia Rkman - Albânia - Cindy Marina - Portugal - Sylvie Silva - República Dominicana - Clauvid Dály - Venezuela - Thalía Olvino - Nigéria - Olutosin Araromi |

### Prêmios Especiais
| Prêmio Especial       | Candidata                    |
| --------------------- | ---------------------------- |
| Melhor Traje Nacional | - Filipinas - Gazini Ganados |
| Miss Simpatia         | - Polónia - Olga Buława      |

### Ordem dos anúncios
| 1. África do Sul 2. Indonésia 3. Vietnã 4. Nigéria 5. Tailândia 6. Albânia 7. França 8. Islândia 9. Croácia 10. Portugal 11. Porto Rico 12. Peru 13. República Dominicana 14. México 15. Estados Unidos 16. Filipinas 17. Venezuela 18. Índia 19. Brasil 20. Colômbia | 1. Estados Unidos 2. Colômbia 3. Porto Rico 4. África do Sul 5. Peru 6. Islândia 7. França 8. Indonésia 9. Tailândia 10. México | 1. México 2. Tailândia 3. Colômbia 4. Porto Rico 5. África do Sul | 1. México 2. África do Sul 3. Porto Rico |

### Preliminares
Na noite do dia 6 de dezembro, todas as candidatas desfilaram perante os jurados, primeiro em traje de banho e depois em traje de noite, naquilo que é chamado de  Preliminares, esta competição foi apresentada por Catriona Gray, Miss Universo 2018, e pelo comediante Nick Teplitz. As 90 candidatas irão se apresentar perante os juízas, que tomarão a sua decisão de acordo com o que será visto naquela noite. Previamente, as candidatas serão individualmente entrevistadas, pelo Comitê de Seleção, acompanhadas de Paula Shugart e de outros delegados da Organização Miss Universo. Neste ano a competição aconteceu no mundialmente famoso Átrio do Hotel Atlanta Marriott Marquis.

#### Juradas
Esta será a segunda vez na história do concurso em que haverá o Comitê de Seleção unicamente feminino.
- Gaby Espino, atriz, modelo e apresentadora venezuelana.
- Sazan Hendrix, influencer, blogueira e personalidade da mídia estadunidense.
- Riyo Mori, Miss Universo 2007
- Cara Mund, Miss America 2018
- Bozoma "Boz" Saint John, empresária e executiva estadunidense
- Crystle Stewart, Miss USA 2008
- Paulina Vega, Miss Universo 2014.

Algumas juradas tiveram funções exclusivas durante as preliminares como foi o caso de Olivia Jordan que foi a Miss USA 2015.

## Candidatas
90 candidatas foram confirmadas.
| País/Território          | Candidata                   | Idade | Cidade Natal              |
| ------------------------ | --------------------------- | ----- | ------------------------- |
| África do Sul            | Zozibini Tunzi              | 25    | Tsolo                     |
| Albânia                  | Cindy Marina                | 21    | Escodra                   |
| Alemanha                 | Miriam Rautert              | 23    | Berlim                    |
| Angola                   | Salett Miguel               | 20    | Cuanza Sul                |
| Argentina                | Mariana Varela              | 23    | Avellaneda                |
| Armênia                  | Dayana Davtyan              | 20    | Ierevan                   |
| Aruba                    | Danna García                | 20    | Oranjestad                |
| Austrália                | Priya Serrao                | 27    | Melbourne                 |
| Bahamas                  | Tarea Sturrup               | 23    | Grande Bahama             |
| Bangladesh               | Shirin Akter Shela          | 25    | Daca                      |
| Barbados                 | Shanel Ifill                | 20    | Bridgetown                |
| Bélgica                  | Angeline Flor Pua           | 24    | Antuérpia                 |
| Belize                   | Destinee Arnold             | 26    | Roaring Creek             |
| Bolívia                  | Fabiana Hurtado             | 24    | Santa Cruz de la Sierra   |
| Brasil                   | Júlia Horta                 | 25    | Juiz de Fora              |
| Bulgária                 | Lora Asenova                | 25    | Bjala Slatina             |
| Camboja                  | Somnang Alyna               | 18    | Phnom Penh                |
| Canadá                   | Alyssa Boston               | 24    | Tecumseh                  |
| Cazaquistão              | Alfiya Yersayin             | 18    | Atyrau                    |
| Chile                    | Geraldine González          | 19    | Conchalí                  |
| China                    | Rosie Zhu Xin               | 25    | Hebei                     |
| Colômbia                 | Gabriela Tafur              | 24    | Cali                      |
| Coreia do Sul            | Lee Yeon-joo                | 20    | Incheon                   |
| Costa Rica               | Paola Chacón                | 27    | San José                  |
| Croácia                  | Mia Rkman                   | 22    | Korčula                   |
| Curaçao                  | Kyrsha Attaf                | 25    | Willemstad                |
| Dinamarca                | Katja Stokholm              | 23    | Odense                    |
| Egito                    | Diana Hamed                 | 24    | Cairo                     |
| El Salvador              | Zuleika Soler               | 25    | La Unión                  |
| Equador                  | Cristina Hidalgo            | 22    | Guayaquil                 |
| Espanha                  | Natalie Ortega              | 19    | Barcelona                 |
| Estados Unidos           | Cheslie Kryst               | 28    | Charlotte                 |
| Filipinas                | Gazini Ganados              | 23    | Talisay                   |
| Finlândia                | Anni Harjunpää              | 23    | Sastamala                 |
| França                   | Maëva Coucke                | 25    | Lille                     |
| Geórgia                  | Tako Adamia                 | 24    | Tbilisi                   |
| Grã-Bretanha             | Emma Jenkins                | 26    | Llanelli                  |
| Guam                     | Sissie Luo                  | 18    | Tamuning                  |
| Guiné Equatorial         | Serafina Eyene              | 20    | Niefang                   |
| Haiti                    | Gabriela Vallejo            | 26    | Pétion-Ville              |
| Honduras                 | Rosemary Arauz              | 26    | San Pedro Sula            |
| Ilhas Caimã              | Kadejah Bodden              | 23    | Bodden Town               |
| Ilhas Virgens Americanas | Andrea Piecuch              | 25    | Charlotte Amalie          |
| Ilhas Virgens Britânicas | Bria Smith                  | 25    | Tortola                   |
| Índia                    | Vartika Singh               | 28    | Lucknow                   |
| Irlanda                  | Fionnghuala O'Reilly        | 25    | Dublin                    |
| Islândia                 | Birta Abiba Thórhallsdóttir | 19    | Mosfellsbar               |
| Indonésia                | Frederika Alexis Cull       | 19    | Jacarta                   |
| Israel                   | Sella Sharlin               | 22    | Beit                      |
| Itália                   | Sofia Trimarco              | 20    | Bucine                    |
| Jamaica                  | Iana Tickle Garcia          | 19    | Montego Bay               |
| Japão                    | Ako Kamo                    | 21    | Hyogo                     |
| Kosovo                   | Fatbardha Hoxha             | 21    | Rečane                    |
| Laos                     | Vichitta Phonevilay         | 23    | Vientiane                 |
| Lituânia                 | Paulita Baltrušaitytė       | 21    | Vilnius                   |
| Malásia                  | Shweta Sekhon               | 22    | Kuala Lumpur              |
| Malta                    | Teresa Ruglio               | 23    | Sliema                    |
| Ilhas Maurícias          | Ornella LaFleche            | 21    | Beau Bassin-Rose Hill     |
| México                   | Sofía Aragón                | 25    | Guadalajara               |
| Myanmar                  | Swe Zin Htet                | 20    | Pa-An                     |
| Mongólia                 | Gunzaya Bat-Erdene          | 24    | Ulaanbaatar               |
| Namíbia                  | Nadja Breytenbach           | 24    | Windhoek                  |
| Nepal                    | Pradeepta Adhikari          | 23    | Katmandu                  |
| Nova Zelândia            | Diamond Langi               | 27    | Auckland                  |
| Nicarágua                | Inés López                  | 19    | Manágua                   |
| Nigéria                  | Olutosin Araromi            | 25    | Jalingo                   |
| Noruega                  | Helene Abildsnes            | 20    | Kristiansand              |
| Países Baixos            | Sharon Pieksma              | 24    | Roterdã                   |
| Panamá                   | Mehr Eliezer                | 22    | Cidade do Panamá          |
| Paraguai                 | Ketlin Lottermann           | 25    | Santa Rita                |
| Peru                     | Kelin Rivera                | 26    | Arequipa                  |
| Polónia                  | Olga Buława                 | 27    | Świnoujście               |
| Porto Rico               | Madison Anderson            | 24    | Toa Baixa                 |
| Portugal                 | Sylvie Silva                | 20    | Guimarães                 |
| Quênia                   | Stacy Michuki               | 18    | Nairóbi                   |
| Chéquia                  | Barbora Hodačová            | 23    | Teplice                   |
| República Dominicana     | Clauvid Dály                | 19    | Punta Cana                |
| República Eslovaca       | Laura Longauerová           | 23    | Detva                     |
| Roménia                  | Dorina Chihaia              | 26    | Iași                      |
| Santa Lúcia              | Bebiana Mangal              | 23    | Castries                  |
| Serra Leoa               | Marie Esther Bangura        | 22    | Freetown                  |
| Singapura                | Mohana Prabha               | 24    | Área Central de Singapura |
| Suécia                   | Lina Ljungberg              | 22    | Östergötland              |
| Tailândia                | Paweensuda Drouin           | 25    | Banguecoque               |
| Tanzânia                 | Shubila Stanton             | 23    | Morogoro                  |
| Turquia                  | Bilgi Nur Aydoğmuş          | 23    | Istambul                  |
| Ucrânia                  | Anastasia Subbota           | 26    | Zaporizhzhya              |
| Uruguai                  | Fiona Tenuta                | 23    | Punta del Este            |
| Venezuela                | Thalía Olvino               | 20    | Valência                  |
| Vietname                 | Hoàng Thùy                  | 27    | Thanh Hoa                 |

### Retornos
Última participação em Doral 2014:
- Lituânia

Última participação em Pasay 2016:
- Serra Leoa

Última participação em Las Vegas 2017:
- Romênia
- Tanzânia[72]

### Retiradas
- Gana - O Miss Universo Gana 2019 foi suspenso, de acordo com o seu franqueado local. Esta suspensão durou um ano e o país enviará uma candidata ao Miss Universo 2020 .[73]
- Grécia - Devido a problemas financeiros e com o visto americano, Érika Kolani não foi enviada ao concurso .[74]
- Guatemala - O concurso nacional foi cancelado e consequentemente o franqueado nacional perdeu a licença .[75]
- Hungria - Enikő Kecskès, Miss Universo Hungria 2018, confirmou em 11 de novembro,que nenhuma candidata húngara seria enviada para participar do Miss Universo 2019.[76]
- Líbano - Devido a situação política que o país estava enfrentando,a realização do Miss Líbano 2019 foi cancelada e espera-se que o país envie uma candidata ao Miss Universo 2020.[77]
- Rússia - Pela primeira vez em 25 anos, a Rússia não enviou uma candidata ao Miss Universo. A decisão foi tomada devido aos constantes atrasos feios pela Organização Miss Universo relacionados a data e a sede do concurso, o que resultou na dificuldade de se obter a documentação para a entrada da candidata do país nos Estados Unidos. Se esperava,que a Miss Rússia 2019, Alina Sanko fosse enviada tanto para o Miss Universo,quanto para o Miss Mundo 2019,o que acabou não acontecendo,pois,houve um choque de datas com os dois concursos.Ao mesmo tempo,existiam rumores de que a segunda colocada do concurso,Alina Verina fosse enviada a Atlanta,o que também não aconteceu. Assim, Sanko só competiu no Miss Mundo.[78]
- Zâmbia - Didia Mukwala se retirou voluntariamente do concurso, após o fracasso de uma "vaquinha" para financiar a sua ida para Atlanta. O valor estipulado para a ida de Mukwala era de mais de US$ 10 mil.Mesmo recebendo diversas doações e um poupudo patrocínio governamental,a quantia não foi alcançada e Mukwala acabou de forma voluntária desistindo de ir para Atlanta[79]
- Quirguistão, Sri Lanka,  Suíça : Estas 3 franquias não enviarão suas candidatas por motivos desconhecidos.[30]

## Outros concursos
Concorrentes que anteriormente competiram ou competirão em outros concursos de beleza internacionais:
Miss Mundo
- 2014:  República Eslovaca: Laura Longauerová
- 2015:  Grã-Bretanha: Emma Jenkins (como País de Gales) não classificada
- 2018  França:  Maëva Coucke (Top 12)
- 2018:  Bélgica: Angeline Flor Pua (Top 30)

Miss International
- 2017:  Costa Rica: Paola Chacón

Miss Supranacional
- 2014:  Haiti: Gabriela Vallejos (como Canadá; Top 20)
- 2016:  Costa Rica: Paola Chacón
- 2016:  Myanmar: Swe Zin Htet (Top 10)
- 2018:  Canadá: Alyssa Boston

Miss Grand International
- 2016:  Porto Rico: Madison Anderson (4ª Colocada)

Miss Terra
- 2017  Nova Zelândia: Diamond Langi (como Tonga; Top 16)
- 2017:  Tailândia:  Paweensuda Drouin (Top 8)

Miss Turismo International
- 2017:  Brasil: Júlia Horta (4ª colocada)

Rainha Internacional do Café
- 2016:  Brasil: Júlia Horta (2ª Colocada)

World Miss University
- 2017:  Camboja: Somnang Alyna (Top 16)

Top Model of the World
- 2012:  Vietname: Hoàng Thùy (Top 15)
- 2015:  Costa Rica: Paola Chacón (Top 15)
- 2015:  Porto Rico: Madison Anderson (5ª colocada)

Face of Beauty International
- 2013:  Nova Zelândia: Diamond Langi (como Tonga; vencedora)

Miss Chinese Cosmos Southeast Asia
- 2013:  Tailândia: Paweensuda Drouin (Top 8)